# Juorivier
De Juorivier (Juojoki)  is een rivieren binnen de Zweedse  provincie Norrbottens län. De rivier stroomt noord-zuid en is inclusief bronrivier ongeveer 18 kilometer lang. Het is de grootste zijrivier van de Soukolorivier.